# 亀山城 (備後国)
亀山城（かめやまじょう）は、広島県庄原市東城町小奴可（おぬか）にあった日本の城（山城）。庄原市指定史跡。

## 概要
JR芸備線小奴可駅の南500メートルほどの所にある、比高40メートルほどの亀山と呼ばれる小高い岡に築かれている。
この城に関する正確な資料は現存しないが、近世の文献によると、平安時代末期には奴可入道西寂の居城であったとされる。その後、亀井武蔵守茲経らが居城したという。戦国時代の永正年間（1504年～1521年）から慶長年間（1596年～1615年）までは、宮氏の一族である下野守・同隆盛・同盛常・同盛慶らのいわゆる小奴可宮氏が居城していた。しかし、天文年間（1532年～1555年）に入ると毛利氏や久代宮氏が勢力を強めて、小奴可宮氏は没落していった。

## 構造
本丸は丘陵頂部を39メートル×26メートルに削平し、背面の南東部分は高さ1.5メートル幅・2メートル余に地山を削り残して土塁としている。
本丸の北側はこれをとりまく形で二の丸をつくり、東側に二段の小郭を設けている二の丸の北側には岩盤をくり抜いた空堀を設け、さらに丘陵の先端に向かって二段の郭を設けている。本丸の背後には空堀や土塁で区切られたかなりの空間があるが、後世のたたら製鉄による砂鉄採掘壙（鉄穴溝）で区切られており、複雑な地形を呈している。また本丸の西側の谷に面して居館があったという30メートル×50メートルの台地があり、その一角には「小奴可の要害桜」（県の天然記念物）が影を落としている。